# Begonia aggeloptera
Begonia aggeloptera é uma espécie de Begonia.